# Saim Tayşengil
Saim Tayşengil (* 4. März 1932 in Istanbul; † 14. Februar 2008 ebenda) war ein türkischer Fußballspieler.

## Karriere
Saim Tayşengil begann seine Karriere bei Beykozspor. Dort spielte er bis 1955 und wechselte anschließend zu Galatasaray Istanbul. Für Galatasaray spielte Tayşengil fünf Jahre lang und kam zu 113 Ligaspielen und erzielte fünf Tore. In den Spielzeiten 1955/56 und 1957/58 gewann er mit den Gelb-Roten die Istanbuler-Stadtmeisterschaft.
Der Abwehrspieler wechselte zur Saison 1960/61 zu Beykozspor. Für Beykozspor spielte Saim Tayşengil bis zum Ende der Saison 1963/64 und beendete seine Karriere.

### In der Nationalmannschaft
Saim Tayşengil spielte für die Türkei von 1955 bis 1958.

## Erfolge
Galatasaray Istanbul
- İstanbul Profesyonel Ligi: 1956, 1958